# Велика премія уяви
«Велика премія уяви» (фр. Grand prix de l'Imaginaire) — французька літературна премія, створена 1974 року французьким письменником і критиком Жаном-П'єром Фонтана́ у переддень Фестивалю наукової фантастики у Клермон-Феррані.
Первісно називалася «Великою премією французької наукової фантастики» (фр. Grand prix de la science-fiction française), перейменована 1992 внаслідок розширення сфери її присудження, після того, як 1990 перестала вручатися премія «Аполло» (яку присуджували письменнику з будь-якої країни, виданому у Франції), Grand prix de l'Imaginaire стали видавати письменникам з нефранкомовних країн; водночас наукова фантастика зблизилася з іншими жанрами, такими як література жахів і фентезі.

## Категорії (номінації)
- Франкомовний роман (створена 1974).
- Франкомовне оповідання (створена 1975).
- Особлива премія (фр. Prix spécial, створена 1976).
- Роман для юнацтва (створена 1982). 2010 розділена на дві окремі номінації: франкомовний роман для юнацтва та іншомовний роман для юнацтва.
- Есе (створена 1989).
- Іншомовний роман (створена 1992).
- Переклад (створена 1992). З 2004 існує як окрема премія під назвою «Премія імені Жака Шамбона за переклад» (фр. prix Jacques Chambon de la traduction).
- Іншомовне оповідання (створена 1995).
- Малюнки (створена 2000). З 2006 існує як окрема премія під назвою «Премія імені Войтеха Сюдмака за малюнки» (фр. prix Wojtek Siudmak du graphisme).
- Європейська премія (фр. Prix européen, створена 2001, нагородження призупинено 2010).
- Комікси (фр. BD - Comics, створена 2010).
- Манґа (створена 2010).

## Лауреати

### Франкомовний роман
- 1974: Мішель Жері, «Невизначений час» (Le Temps incertain)
- 1975: Філіпп Кюрваль, «Людина навиворіт» (L'Homme à rebours)
- 1976: Філіп Гуа, «Книга-машина» (Le Livre machine)
- 1977: Мішель Демют, «Галактичні хроніки» (Les Galaxiales)
- 1978: П'єр Пело[en] «Гарячковий цирк» (фр. «Delirium Circus»)
- 1979: Ів і Ада Ремі, «Дім лебедя» (La Maison du cygne)
- 1980: Даніель Вальтер, «Жах» (L'Épouvante)
- 1981: Серж Брюссоло, «Хворе місто в розрізі» (Vue en coupe d'une ville malade)
- 1982: Елізабет Вонарбур, «Мовчання міста» (Le Silence de la cité)
- 1983: П'єр Біллон, «Дитина з п'ятої півночі» (L'Enfant du cinquième nord)
- 1984: Жан-П'єр Юбер, «Нива мрійника» (Le Champ du rêveur)
- 1985: Андре Рюеллан, «Мемо» (Mémo)
- 1986: Жоель Уссен, «Грифи» (Les Vautours)
- 1987: Антуан Володін, «Ритуал презирства у варіанті Мольдшер» (Rituel du mépris, variante Moldscher)
- 1988: Серж Брюссоло, «Операція „Плотоїдні замки́“» (Opération serrures carnivores)
- 1989: Жоель Вінтребер, «Химерний творець» (Le Créateur chimérique)
- 1990: Жан-П'єр Андревон, «Цукран» (Sukran)
- 1991: Франсіс Бертело, «Бунт недоторканих» (Rivage des intouchables)
- 1992: Жоель Уссан, «Час для твісту» (Le Temps du twist)
- 1993: Аєрдаль, «Завтра, оазис» (Demain, une oasis)
- 1994: П'єр Бордаж, «Воїни мовчання» (Les Guerriers du silence)
- 1995: Лоран Женефор, «Араго» (Arago)
- 1996: Моріс Ж. Дантек, «Коріння зла» (Les Racines du mal)
- 1997: Жан-Марк Ліньї, Inner City
- 1998: Серж Леман, F.A.U.S.T.
- 1999: Ролан Вагнер, «Майбутні таємниці Парижа» (Les Futurs Mystères de Paris)
- 2000: Жан-Мішель Трюон, «Наступник каменя» (Le Successeur de pierre)
- 2001: Рене Реувен, «Бувар, Пек'юше і безумні науковці» (Bouvard, Pécuchet et les savants fous)
- 2002: П'єр Певель, «Тіні Вільштадта» (Les Ombres de Wielstadt)
- 2003: Мішель Пажель, «Серпневий король» (Le Roi d'août)
- 2004: Фабріс Колен, Dreamericana
- 2005: Аєрдаль, «Прозорості» (Transparences)
- 2006: Ален Дамасіо, «Орда вітрової зв'язки» (La Horde du Contrevent)
- 2007: Катрін Дюфур, «Смак безсмертя» (Le Goût de l'immortalité)
- 2008: Вейн Берроу, Bloodsilver
- 2009: Жорж-Олів'є Шаторено, «Другий берег» (L'Autre Rive)
- 2010: Стефан Боверже, «Дехронолог» (Le Déchronologue)
- 2010 (Étonnants Voyageurs): Жустіна Ніогре, «Пес шолома» (Chien du heaume)
- 2011: Мішель Жері, «Світ під назвою Мей» (May le Monde)
- 2012: Ролан Вагнер, «Мрії про славу» (Rêves de gloire)
- 2013: Тома Дей, «Сіль під повіками» (Du sel sous les paupières)
- 2014: Л. Л. Клецер, «Анамнез Леді Стар» (Anamnèse de Lady Star)
- 2015: Крістоф Ламбер, «Жодна людина не острів» (Aucun homme n'est une île)
- 2016: Лоран Женефор, Lum'en
- 2017: Ромен Люказо, «Лацій», томи 1 і 2 (Latium)

### Іншомовний роман
- 1992: Роберт МакКаммон, «Година вовка»
- 1993: Гартфілд Рівз-Стівенс, «Танець скальпеля»
- 1994: Джек Фінні, «Подорож Саймона Морлі»
- 1995: Роберт Рід, «Сухий шлях»
- 1996: Джеймс Морроу, «Тягаючи Єгову»
- 1997: Ніл Стівенсон, «Віртуальний самурай»
- 1998: Клайв Баркер, «Imajica — 1»
- 1999: Валеріо Еванджелісті, «Ніколас Еймеріх, інквізитор»
- 2000: Орсон Скотт Кард, «Сьомий син»
- 2001: Андреас Ешбах, «Мільярди волосяного килима»
- 2002: Грегорі Кіз, «Демони Короля-Сонця»
- 2003: Джаміл Насір, «Вежа мрій»
- 2004: Роберт Голдсток, «Кельтика»
- 2005: Чайна М'євіль, «Станція Пердідо-стріт»
- 2006: Крістофер Пріст, «Розділення»
- 2007: Грем Джойс, «Лінії життя»
- 2008: Роберт Чарльз Вілсон, «Спін»
- 2009: Теодор Рошчак, «Кришталева дитина»
- 2010: Єн Макдональд, «Король ранку, королева дня»
- 2010 (Étonnants Voyageurs): Джек О'Коннелл, «У Лімбі»

### Франкомовне оповідання
- 1974: Жерар Клайн, «Реабілітація» (Réhabilitation)
- 1975: Домінік Дуе, «Тома» (Thomas)
- 1976: Данієль Вальтер, «Чорні Сонця Аркадії» (Les Soleils noirs d'Arcadie)
- 1977: Філіп Гуа, «Повернення в землю, остаточне» (Retour à la terre, définitif)
- 1978: Ів Фреміон, «Маленька смерть, маленька подруга» (Petite mort, petite amie)
- 1979: Серж Брюссоло, Funnyway
- 1980: П'єр Джуліані, «Полонини» (Les Hautes plaines)
- 1981: Брюно Лесінь, «Жінка-равлик на краю світу» (La Femme-escargot allant au bout du monde)
- 1982: Жан-П'єр Юбер, «Желатин» (Gélatine)
- 1983: Жак Мондолоні, «Тато Перший» (Papa Ier)
- 1984: Жан-Клод Дюньяк, «Плавці в піску» (Les Nageurs de sable)
- 1985: Рене Реувен, «Син Прометея або викритий Франкенштейн» (Un fils de Prométhée ou Frankenstein dévoilé)
- 1986: Шарль Добжинський, «Торгівля світами» (Le Commerce des mondes)
- 1987: Жерар Клайн, «Жива пам'ять, мертва пам'ять» (Mémoire vive, mémoire morte)
- 1988: Франсіс Бертело, «Зооніричний парк» (Le Parc zoonirique)
- 1989: Рішар Каналь, «Зірка» (Étoile)
- 1990: Колетт Фаяр, «Мисливці на борту ночі» (Les Chasseurs au bord de la nuit)
- 1991: Реймон Мілесі, «Екстрамурос» (Extra-muros)
- 1992: Ален Дорем'є, «Прокинутися знову з тобою, моя любове» (M'éveiller à nouveau près de toi, mon amour)
- 1993: Вільді Пету, «Нещасливий випадок з любов'ю» (Accident d'amour)
- 1994: Катрін Кено, «Тільки відьми» (Rien que des sorcières)
- 1995: Серж Леман, «У прірві» (Dans l'abîme)
- 1996: Жорж-Олів'є Шаторено, «Будь-хто» (Quiconque)
- 1997: Серж Леман, «Намисто Фасоса» (Le Collier de Thasus)
- 1998: Жан-Клод Дюньяк, «Розкрити хитросплетіння» (Déchiffrer la trame)
- 1999: Жан-Жак Нгієн, «Любов у часи кремнію» (L'Amour au temps du silicium)
- 2000: Фабріс Колен, «Кораблетроща: Інструкція з застосування» (Naufrage mode d'emploi)

### Іншомовне оповідання
- 1995: Ненсі Кресс, «Один мріє, другий ні»
- 1996: Ден Сіммонс, «Великий любитель»
- 1997: Роберт Соєр, «Бачите, але не спостерігаєте»
- 1998: Поппі Брайт, «Калькутта, володарка нервів»
- 1999: Джон Кроулі, «Великий витвір часів»
- 2000: Джонатан Керрол, «Генеральне прибирання»

### Премія за комікси
- 2010 (Étonnants Voyageurs): Варрен Елліс і Хуан Хосе Ріп, Black Summer
- 2011: Фабріс Колен, Серж Леман, Стефан Гесс і Селін Бессонно, La Brigade chimérique
- 2012: Хуан Діас Каналес і Хосе Луїс Мунуера, Fraternity (томи 1 і 2)
- 2013: Енріке Фернандес, Les Contes de l'ère du Cobra
- 2014: Александр Клерісс і Тьєррі Смолдерен, Souvenirs de l'empire de l'atome

Категорії з коміксів і манга скасовані в 2014 році.

### Манга (2010—2014)
- 2010 (Étonnants Voyageurs): Моторо Масе, «Ікігамі»
- 2011: Суехіро Маруо, «Острів «Панорама»»
- 2012 : Ацусі Канеко, «Soil» (томи 1-6)
- 2013 : Такасі Нагасакі і Наокі Урасава, «Billy Bat» (томи 1-5)
- 2014 : Кьочі Нанацукі і Найт Аул, «The Arms Peddler» (томи 1-6)

### Рекорди

#### За кількістю нагороджень
- Лоран Женефор (4):
  - 1995 — Arago (франкомовний роман)
  - 2011 — Rempart (франкомовне оповідання)
  - 2016 — Lum'en (франкомовний роман)
  - 2016 — Ethfrag (франкомовне оповідання)
- Серж Брюссоло (3):
  - 1979 — Funnyway (франкомовне оповідання)
  - 1981 — Vue en coupe d'une ville malade (франкомовний роман)
  - 1988 — Opération «Serrures Carnivores» (Les Soldats de Goudron) (роман для юнацтва)
- Френсіс Бертело (3):
  - 1988 — Le Parc Zoonirique (франкомовне оповідання)
  - 1991 — Rivage des Intouchables (франкомовний роман)
  - 2001 — La Maison Brisée (роман для юнацтва)
- Серж Леман (3):
  - 1995 — Dans l'Abîme (франкомовне оповідання)
  - 1997 — Le Collier de Thasus (франкомовне оповідання)
  - 1998 — F.A.U.S.T. (F.A.U.S.T.) (франкомовний роман)
- Фабріс Колен (3):
  - 2000 — Naufrage mode d'emploi (франкомовне оповідання)
  - 2004 — Dreamerica (франкомовний роман)
  - 2004 — Cyberpan (роман для юнацтва)
- Єн Макдональд (3):
  - 2010 — Король Ранку, Королева Вечора (іншомовний роман)
  - 2011 — Річка Богів (іншомовний роман)
  - 2013 — Маленька богиня (іншомовне оповідання)

#### За числом номінацій
- Жан-П'єр Андревон (12):
  - 1978, 1989, 1990 і 2007 (франкомовний роман)
  - 1974, 1975, 1976, 1990, 1997 і 2001 (франкомовне оповідання)
  - 1982 і 1990 (роман для юнацтва)
- Фабріс Колен (10):
  - 2001[1], 2003 і 2004 (франкомовний роман)
  - 2000, 2002 і 2004 (франкомовне оповідання)
  - 2003, 2004, 2008 і 2009 (роман для юнацтва)
- Жан-П'єр Юбер (10):
  - 1979 і 1984 (франкомовний роман)
  - 1982, 1982, 1988, 1993 і 1997 (франкомовне оповідання)
  - 2002, 2003 і 2005 (роман для юнацтва)
- Серж Леман (8):
  - 1996 і 1998 (франкомовний роман)
  - 1993, 1995, 1996, 1997, 1997 і 2007 (франкомовне оповідання)
- Ден Сіммонс (8):
  - 1993, 1996, 2000, 2005, 2010 і 2012 (іншомовний роман)
  - 1996 і 1998 (іншомовне оповідання)
- Ксав'є Момежан (8):
  - 2003, 2006, 2008[2], 2010 і 2014 (франкомовний роман)
  - 2005 і 2010 (франкомовне оповідання)
  - 2010 (франкомовний роман для юнацтва)
- Тома Дей (8):
  - 2004, 2008 і 2013 (франкомовний роман)
  - 2010, 2011, 2013, 2014 і 2015 (франкомовне оповідання)
- П'єр Пело (7):
  - 1978, 1981, 1982, 1985, 1987 і 1996 (франкомовний роман)
  - 1992 (роман для юнацтва)
- Жан-Марк Ліньї (7):
  - 1997 і 2008 (франкомовний роман)
  - 1992 і 1994 (франкомовне оповідання)
- Ніл Ґеймен (7):
  - 2003, 2007 і 2015 (іншомовний роман)
  - 2002 і 2010 (іншомовне оповідання)
  - 2010 (роман для юнацтва)
  - 2016 (іншомовний роман для юнацтва)
- Франсіс Бертело (7):
  - 1984, 1991, 2004 і 2016 (франкомовний роман)
  - 1988 і 2005 (франкомовне оповідання)
  - 2001 (роман для юнацтва)